# Tomasz Proszkiewicz
Tomasz Proszkiewicz (ur. 23 listopada 1976 w Bydgoszczy) – polski hokeista, reprezentant Polski. 

## Kariera
- Polonia Bydgoszcz (wychowanek)
- BTH Bydgoszcz (1994–1996)
- Stoczniowiec Gdańsk (1997–1998)
- KTH Krynica (1998–2001)
- Stoczniowiec Gdańsk (2001–2002)
- TKH Toruń (2002–2007)
- GKS Tychy (2007–2010)
- Nesta Toruń (2010–2011)
- Hockey Club Poznań (2013-)

Wychowanek Polonii Bydgoszcz Występował także w reprezentacji Polski. Do 2011 był zawodnikiem Nesta Toruń, po czym zakończył zawodową karierę sportową.
W barwach seniorskiej reprezentacji Polski uczestniczył w turniejach mistrzostw świata w 2005, 2009, 2010.
W 2013 został grającym trenerem drużyny Hockey Club Poznań występującej w II lidze.
W trakcie kariery zyskał pseudonim Prochu.

## Sukcesy
Klubowe
- Srebrny medal mistrzostw Polski: 1999 z KTH Krynica, 2008, 2009 z GKS Tychy
- Brązowy medal mistrzostw Polski: 2000 z KTH Krynica, 2010 z GKS Tychy
- Puchar Polski: 2005 z TKH Toruń, 2007, 2008, 2009 z GKS Tychy